# Николајевићи
Породица Константина Николајевића (1821 - 1877), начелника кнежеве канцеларије, капућехаје (посланика) у Цариграду и министра унутрашњих послова и просвете и Полексије Карађорђевић (1833 - 1914), кћерке кнеза Александра Карађорђевића и Персиде рођ. Ненадовић, сестре краља Петра Карађорђевића.

### Порекло
Николајевићи су старином из Гружe, одатле је отац Николе Николејевића пребегао у Сурдук у Срем за време Кочине крајине, где се трајно настанио.
У Сурдуку је рођен Никола Николајевић, отац Константина Николајевића.
Никола Николајевић имао је рођеног брата свештеника у Сурдуку Василија Николајевића, који је имао потомство.

### Никола Николајевић
Никола Николајевић био је стипендиста митрополита Стевана Стратимировића у Сремским Карловцима, где је завршио Богословију. Прешао је у Србију 1805. и радио је као учитељ у Остружници код Београда, одакле је била родом и његова жена Макра. После Другог српског устанка био је у служби код књаза Милоша, као управник финансијског одељења (азнадар). Погинуо је у лову 1821. године. Претпоставља се да је убијен по налогу књаза Милоша, јер је био умешан у догађаје у којима је, између осталог, кнегиња Љубица Обреновић убила познату Милошеву љубавницу Петрију, мислећи да ће се кнез њом оженити.
Никола Николајевић и Макра имали су Александра и Константина.

### Александар Николајевић
Николин старији син Александар Николајевић био је помоћник окружног начелства у Београду.
Нема потомства.

### Константин Николајевић
Млађи син Николе Николајевића и Макре из Остружнице Константин Николајевић, рођен је у Остружници. Константин Николајевић је као државни стипендиста дипломирао политичке науке у Паризу. По повратку у Србију прво је био секретар, а после и начелник кнежевске канцеларије, потом капућехаја у Цариграду, министар просвете и министар унутрашњих послова.
Константин Николајевић оженио се Карађорђевом унуком Полексијом Карађорђевић (1833 - 1914), кћерком кнеза Александра Карађорђевића и Персиде рођ. Ненадовић, сестром краља Петра Карађорђевића.
Имали су шесторо деце: Николу, Александра (1856 - 1903), Ђорђа (1859 - 1882), Персиду (1860 - 1945) и Катарину.

### Коњички поручник Никола Николајевић
Коњички поручник Никола Николајевић погинуо је код Орлеана 1870. у Француско-Пруском рату, борећи се заједно са ујаком Петром Карађорђевићем у саставу француске војске.

### Ђорђе Николајевић
Ђорђе Николајевић, који је име добио по прадеди Карађорђу, погинуо је у Турн-Мугорелу у Румунији у сукобу са румунским спахијом Антоном Вердом који га је 1882. убио из пиштоља пошто је Ђорђе покренуо парницу за повреду части. Нема потомства.

### Александар Николајевић
Алексндар Николајевић живео је на својим властелинствима (мошијама) у Румунији.
Од породице Константина Николајевића и Полексије Николајевић рођ. Карађорђевић нема потомства.

### Сродство
Николајевићи су били у сродству са Карађорђевићима, Симићима, Петронијевићима, Ненадовићима и др.